# بيت خضير (أرحب)

تعديل مصدري - تعديل

بيت خضير هي إحدى قرى عزلة الخميس بمديرية أرحب التابعة لمحافظة صنعاء، بلغ تعداد سكانها 193 نسمة حسب تعداد اليمن لعام 2004.